# Khieu Ponnary
Khieu Ponnary, född 1920, död 2003, var en  kambodjansk röda khmer-politiker. Hon var medlem av röda khmerernas centralkommitté och gift med Pol Pot. Som gift med Pol Pot blev hon kallad "syster nummer ett". Tillsammans med sin make, sin syster Ieng Thirith och sin svåger Ieng Sary var hon en av medlemmarna av "De fyras gäng".

## Biografi
Khieu Ponnary föddes i en förmögen familj och studerade i Paris tillsammans med sin syster. Hon gifte sig med Pol Pot 1956. Paret fick inga barn. Hon återvände tillsammans med honom till Kambodja, där de under de första åren var verksamma som lärare i Phnom Penh medan de rekryterade medlemmar till Röda khmererna, innan de lämnade staden och började delta i gerillastrider mot regimen.
Khieu Ponnarys partiarbete är fragmentariskt känt. Hon arbetade med propaganda i partiets kvinnoförening 1972–1975, var partisekreterare för Kampong Thom-provinsen 1973, och blev kvinnoföreningens president 1976. Tillsammans med Yong Moeun (som annars var verksam som Pol Pots kokerska), färdades hon över hela Kambodja för att upprätta rapporter.
Khieu Ponnary led av schizofreni, som till en början endast påverkade henne i perioder, men som vid maktövertagandet 1975 hade framskridit så pass mycket att hon inte längre kunde arbeta.   Under Pol Pot-regimen tycks hon därför inte längre ha varit politiskt verksam, även om hennes namn ibland användes i propagandan utåt. Hon led av den paranoida skräcken att vietnameserna ständigt fanns i närheten, beredd att döda henne och hennes man, och när hennes paranoida episoder var särskilt starka levde hon övervakad av Yong Moeun för att inte störa Pol Pot, som led av sömnsvårigheter, och hon hade vanan att ständigt väcka honom för att varna honom för vietnameserna.
När regimen störtades 1979 fördes hon till ett av Röda khmerernas läger vid Thailand. Pol Pot skilde sig från henne vid samma tid och gifte om sig, något hon inte tycktes vara medveten om. Hon och hennes syster och svåger fick amnesti 1996, och hon var sedan bosatt med dem i en villa i Phom Penh.